# História de Sófia
A história de Sófia, capital da Bulgária e maior cidade do país, abrange milhares de anos da Antiguidade até os tempos atuais. Durante os quais a cidade tem sido um centro comercial, industrial, cultural e econômico em sua região e nos Balcãs.

## História

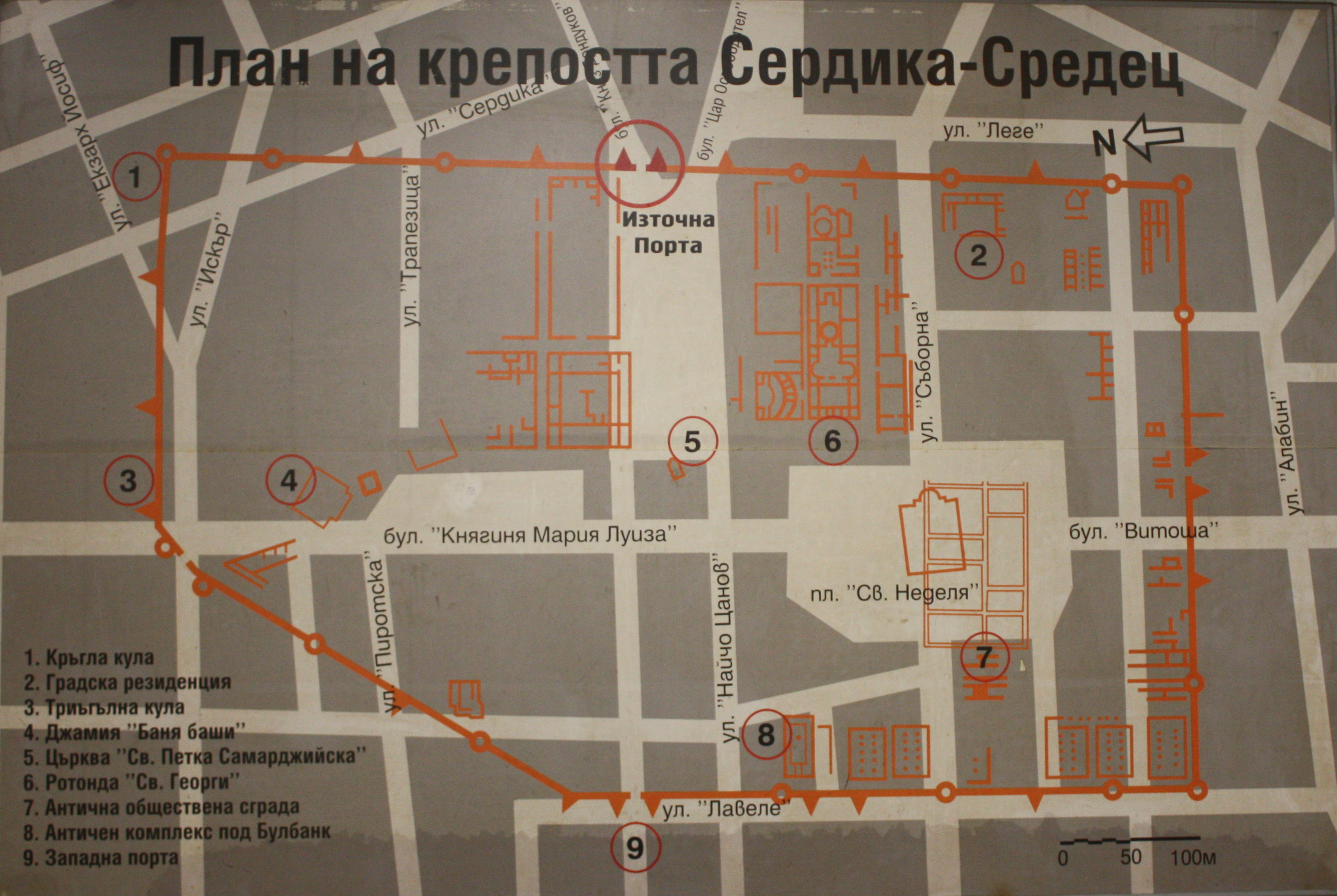
Plano romano para a cidade

As primeiras tribos que se estabeleceram onde hoje é Sófia foram os trácios tiláteos.
Em 339 a.C., Filipe II da Macedônia destruiu e devastou a cidade.
A tribo celta dos serdos deu seu nome à cidade. A primeira citação da cidade vem de uma inscrição ateniense do século I a.C., atestando Astiu ton Serdon, ou seja, cidade dos Serdos. Uma inscrição local e Dião Cássio registraram que o general romano Crasso subjugou Serdos e decapitou os cativos.
Por volta de 29 a.C., Sófia foi conquistada pelos romanos.
O imperador romano Aureliano (215-275) nasceu em Sérdica.
Em 268, um ataque gótico devastou e queimou partes da cidade, incluindo o teatro que foi abandonado.